# Monotípia
No s'ha de confondre amb el terme taxonòmic «monotípic».
La monotípia és una varietat d'impressió planogràfica. El resultat és una única estampa, anomenada monotip.
Com en tota impressió, hi ha un procés d'inversió. L'artista dibuixa sobre qualsevol superfície llisa com el vidre, la porcellana i utilitza alguna tècnica de pintura: oli, aquarel·la o tinta.
Es pot crear la imatge pintant-la directament sobre la superfície o cobrint-la amb un corró amb una fina capa de pintura i anar-la eliminant amb els dits o amb un pinzell fins a formar la imatge.
A continuació s'aplica el paper sobre la superfície llisa i la imatge quedarà transferida, fregant el dors del paper manualment, amb una cullera o utilitzant un corró.